# لورا دي جونج

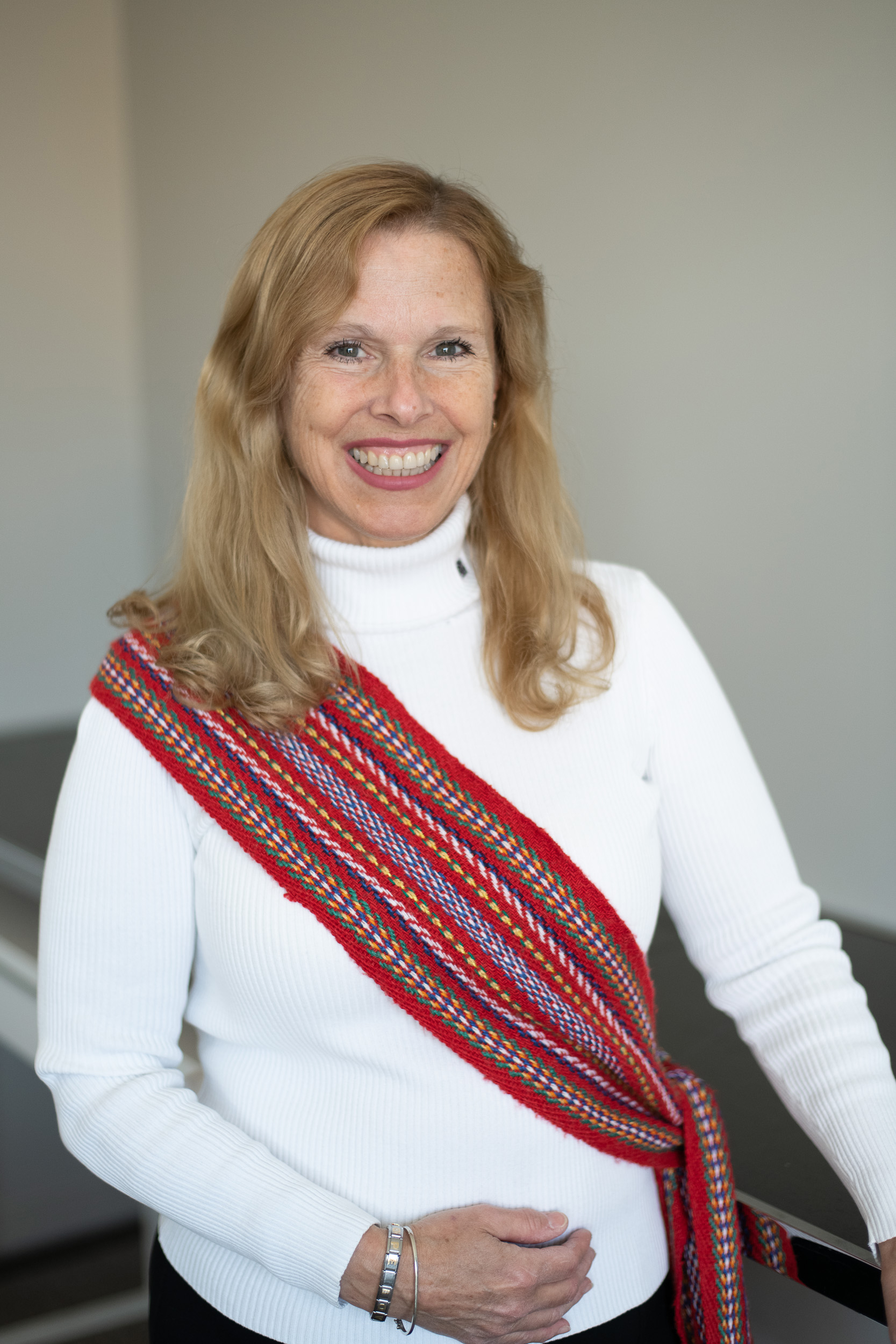
الدكتورة لورا في وشاح ميتي

لورا آن ولدت في 2 سبتمبر 1960 هي مدافعة عن عائلة ميتي، وممارسة للمسؤولية الاجتماعية للشركات، وصانعة أفلام ومؤسسة مجلة من كندا.

## حياتها
لورا من الجيل الثالث عشر من نسل لويس هيبرت وماري روليت أول مستوطنين مستعمرين دائمين في كندا. هي من الميتي كونها ابنة المؤلفين جورج RD Goulet وTerry Goulet .
حصلت دي جونج على درجة الماجستير في البيئة والإدارة من جامعة رويال رودز  حيث حصلت على جائزة المستشار لأعلى أداء أكاديمي في برنامجها وجائزة المؤسسين للمتعلم المتخرج في كل برنامج والذي يجسد صفات القيادة والاستدامة والشخصية تطوير. أسست مع زوجها مايك دي جونج منحة أكاديمية في رويال رودز. حصلت لورا على درجة الدكتوراه في التنمية البشرية والتنظيمية من جامعة فيلدينغ للدراسات العليا .  
تخرجت لورا من كلية ريد دير بجامعة كالجاري، وحصلت على شهادة في المسؤولية الاجتماعية للشركات من جامعة تورنتو .

## حياتها المهنية
عملت مع شركة نكسن لأكثر من عقد من الزمان. خلال الفترة التي شغلت فيها منصب مدير ممارسات الأعمال العالمية، عملت في اللجنة الاستشارية لمجلس إدارة أخلاقيات الشركات التابع لمجلس المؤتمرات بكندا  بالإضافة إلى عملها كنائب رئيس مجموعة عمل المسؤولية الاجتماعية في صناعة البترول الدولية جمعية الحفاظ على البيئة (أحد المشاركين في Business Action for Energy ). وشمل ذلك رئاسة فريق عمل حقوق الإنسان. جلست في مجالس إدارة الأعمال الكندية للمسؤولية الاجتماعية وجمعية كالغاري لصانعي الأفلام المستقلين حيث شغلت أيضًا منصب الرئيس.
في عام 2004 ، أنتجت لورا وأخرجت فيلم What Goes Around Comes Around الذي اُعترفَ به من قبل جوائز Crystal Vision في عام 2005.
لورا مناصرة تدعم الحمل الطبيعي والولادة والأبوة والأمومة. لعبت دورًا نشطًا في تحقيق الاعتراف بالقبالة كمهنة في ألبرتا عام 1992. تم الاعتراف بلورا في المجلس التشريعي لألبرتا عندما تم الإعلان عن التمويل العام لخدمات القبالة في عام 2008.  تبرعت لإنشاء منحة ساندرا بوتينغ في جامعة ماونت رويال للطلاب في برنامج درجة البكالوريوس في القبالة.  في عام 2014 ، أفادت CBC بأنها كانت المؤلف الرئيسي لتقرير نشرته شبكة مستهلكي رعاية الأمومة في شبكة ألبرتا والذي سلط الضوء على نقص ممارسي الرعاية الصحية في جميع أنحاء ريف ألبرتا. 
تم وصف عملها كممارس للمسؤولية الاجتماعية للشركات في كتاب Deb Abbey الأكثر مبيعًا، الربح العالمي والعدالة العالمية، استخدام أموالك لتغيير العالم . 
في أيار / مايو 2010 ، يسرت لورا عرضا عن تنوع المشهد الكندي لمشروع مينيرفا لشبكة العلوم النسائية في ألبرتا - برنامج فتيات الشعوب الأصلية للطلاب من مجلس كالجاري التعليمي ونظام المدارس الكاثوليكية ومجتمع الأمة الأولى في سيكسيكا . 
دي جونغ هو مؤسس مجلة بيرثينج،  التي نشرتها بيرث أنليميتد. 
في عام 2015 ، كانت لورا منتجة للمسلسل التلفزيوني Transformation to Parenthood ، وهو مسلسل وثائقي من ست حلقات حول أن تصبح والدًا.  